# Родіка Арба
Родіка Арба (5 травня 1962) — румунська академічна веслувальниця.
Олімпійська чемпіонка 1984, 1988 років у складі розпашної двійки без стернової, срібна призерка 1988 року в складі вісімки, бронзова призерка 1980 року в складі вісімки.
Чемпіонка світу 1985 (розпашні двійки без стернової), 1986 (розпашні двійки без стернової), 1987 (розпашні двійки без стернової), 1987 (вісімки) років, срібна призерка 1983 року в складі розпашної двійки без стернової, бронзова призерка 1981 (розпашні двійки без стернової), 1982 (розпашні четвірки зі стерновою) років.